# Katedra w Samtawisi
Katedra w Samtawisi – jedenastowieczna cerkiew prawosławna w Samtawisi, w Wewnętrznej Kartlii.
Katedra w Samtawisi została zbudowana w I poł. XI w. Według inskrypcji na jej wschodniej fasadzie doszło do tego w czasie sprawowania urzędu biskupa Samtawisi przez Hilariona. Świątynia chrześcijańska na tym miejscu funkcjonowała jednak już wcześniej, pierwsza bazylika w Samtawisi powstała w 472 i fragmenty jej fundamentów przetrwały pod podłogą późniejszej cerkwi. Obecnie istniejąca (2012) świątynia została wybudowana w latach 1025–1030, być może przy udziale tego samego twórcy, który w podobnym okresie pracował przy cerkwi Sweti Cchoweli w Mccheta. W 1168 z inicjatywy biskupa Samtawisi Jana do katedry dobudowany został zachodni narteks – ta część świątyni nie przetrwała. Cerkiew była remontowana w XVII w., gdy odnowiono trzynastoboczny bęben, na którym wspiera się kopuła budowli. Następnie w XIX stuleciu z bryły budynku usunięto elementy obronne (nadbudówki), odnowiono gzymsy i mury.
Katedra w Samtawisi jest świątynią krzyżowo-kopułową. Na jej zachodniej elewacji widoczna jest płaskorzeźba w kształcie krzyża z inskrypcją. Obiekt został wzniesiony na planie prostokąta bliskiego kwadratowi, z centralnie położoną kopułą wspartą na czterech filarach. Pomieszczenie ołtarzowe cerkwi zamyka absyda. Naroża budynku są obniżone i przykryte dachem jednospadowym, co zwraca uwagę oglądającego na wschodnią i zachodnią fasadę budynku. Cały obiekt obiegają arkady.  Architektura katedry w Samtawisi stała się wzorem dla dalszy obiektów tego typu wznoszonych w Gruzji między XI a XIII stuleciem, m.in. klasztorów Kwatachewi, Betania, Kabeni, Samtawro, cerkwi w Ikorcie, katedry w Ertacmindzie.
W najbliższym otoczeniu świątyni widoczne są fundamenty innych cerkwi funkcjonujących pierwotnie w tym miejscu, muru otaczającego cały kompleks oraz osiemnastowiecznej dzwonnicy. Wokół katedry rozciąga się cmentarz.
W 2007 roku katedra została wpisana na gruzińską listę informacyjną UNESCO – listę obiektów, które Gruzja zamierza rozpatrzyć do zgłoszenia do wpisu na listę światowego dziedzictwa UNESCO. 